# کارنیشن (اورگن)
کارنیشن (به انگلیسی: Carnation) یک منطقهٔ مسکونی در ایالات متحده آمریکا است که در شهرستان واشینگتن، اورگن واقع شده‌است.